# José María de Arce Calderón de la Barca
José María de Arce Calderón de la Barca (Chantada, 11 de febrero de  1769 - La Coruña, 27 de marzo de 1830) fue un militar y político español durante los reinados de Carlos IV y Fernando VII.

## Biografía
De noble familia, José María de Arce Calderón de la Barca nació en 1770 en Chantada y fue hijo del licenciado Antonio Clemente de Arce Calderón de la Barca, abogado de la Real Audiencia de Galicia y señor del Pazo do Piñeiro (Chantada, Lugo), y de Jacinta María de Tronceda y Taboada, y nieto de Ignacio Francisco de Arce Calderón de la Barca, señor del Pazo do Piñeiro, y de Luisa Enríquez Sarmiento de Valladares, hermana de Benito Alonso Enríquez Sarmiento de Valladares, IV marqués de Valladares y vizconde de Meira.
José María de Arce tuvo una dilatada carrera política en el ramo de Hacienda y Guerra bajo los reinados de Carlos IV y Fernando VII. Fue Tesorero del Reino de Galicia entre 1797 y 1807, siendo nombrado en 1806 Comisario Ordenador de los Reales Ejércitos. En 1808, con el inicio de la Guerra de la Independencia fue ascendido a Intendente de los Reales Ejércitos y nombrado Intendente de Zamora. El 12 de mayo de 1812 el general Castaños le nombró también intendente interino del 6.º ejército y del reino de Galicia, y, como tal, fue vocal de la Junta Superior del Reino de Galicia.
Además de Intendente de Zamora fue Jefe Político Superior de esa misma provincia y participó en la constitución de su Diputación el 10 de octubre de 1813. En 1816 ocupó la plaza de Intendente de Granada y en 1819 la de Intendente del Ejército y Reino de Mallorca.
En 1820, con el inicio del Trienio Liberal, regresó a Galicia para desempeñar la titularidad de la Intendencia General del Reino; ese mismo año sucedió a Pedro Agar como Jefe Político Superior y presidente de la Diputación Provincial del Reino de Galicia.
José María Arce fue uno de los pocos militares liberales españoles con altos cargos de responsabilidad política que no fue sometido al, así llamado, proceso de «purificación» tras el restablecimiento del régimen absolutista por Fernando VII el 1 de octubre de 1823. De hecho, ejerció como intendente general del Ejército y Reino de Galicia hasta diciembre de 1824, año en el que el monarca lo llamó a Madrid para hacerle merced de una plaza de consejero del Consejo Supremo de Guerra, posición que desempeñaría hasta su muerte, en 1830.
El 8 de mayo de 1815 había recibido de manos del rey Fernando VII la cruz de caballero pensionista de la Orden de Carlos III.
El 15 de junio de 1799, en la capilla del Palacio Real de Aranjuez, José María de Arce contrajo matrimonio con María Salomé Burriel Montemayor y Sandoval, camarista de la reina María Luisa, hija de Pedro Andrés Burriel, consejero real, y de María Antonia de Montemayor y Sandoval; los reyes Carlos IV y María Luisa apadrinaron el enlace representados respectivamente por el conde de Villamonde y la marquesa de Mondéjar. Fruto de dicho matrimonio fueron cinco hijos: Carlos Luis de Arce y Burriel, que sucedió  a su padre en el mayorazgo del Pazo do Piñeiro, el Auditor de Guerra y Gentilhombre de cámara Pedro Alcántara de Arce, Juana Justa de Arce, casada con José María Saco y Noguerol, señor del Pazo de Alongos, Ramona de Arce, casada con Pedro José de Cea y Jove Núñez Portocarrero, señor de vínculos y mayorazgos en tierras de León, Zamora y Toro, y, por último, Josefa de Arce, casada con José María Quiroga y Pardo de Arias Bolaño y Lemos, señor del Pazo de Basán Grande.
José María de Arce, de los Arce Calderón de la Barca descendientes del arquitecto trasmerano Gaspar de Arce Solórzano (1538-1603), era hermano del capitán de navío de la Real Armada, Joaquín de Arce, y del brigadier de los Reales Ejércitos, Antonio de Arce, casado con María Josefa de Villalpando y San Juan, V condesa de Torres Secas; era también primo del arzobispo Ramón José de Arce, Inquisidor General del Reino de España.